# Hôpital-Camfrout
Hôpital-Camfrout (bretonisch An Ospital) ist eine französische Gemeinde im Finistère im Nordwesten der Bretagne mit 2220 Einwohnern (Stand: 1. Januar 2022). Sie gehört zum Arrondissement Brest und ist Mitglied im Gemeindeverband Communauté d’agglomération du pays de Landerneau-Daoulas. Die Bewohner werden Hospitaliers und Hospitalières genannt.

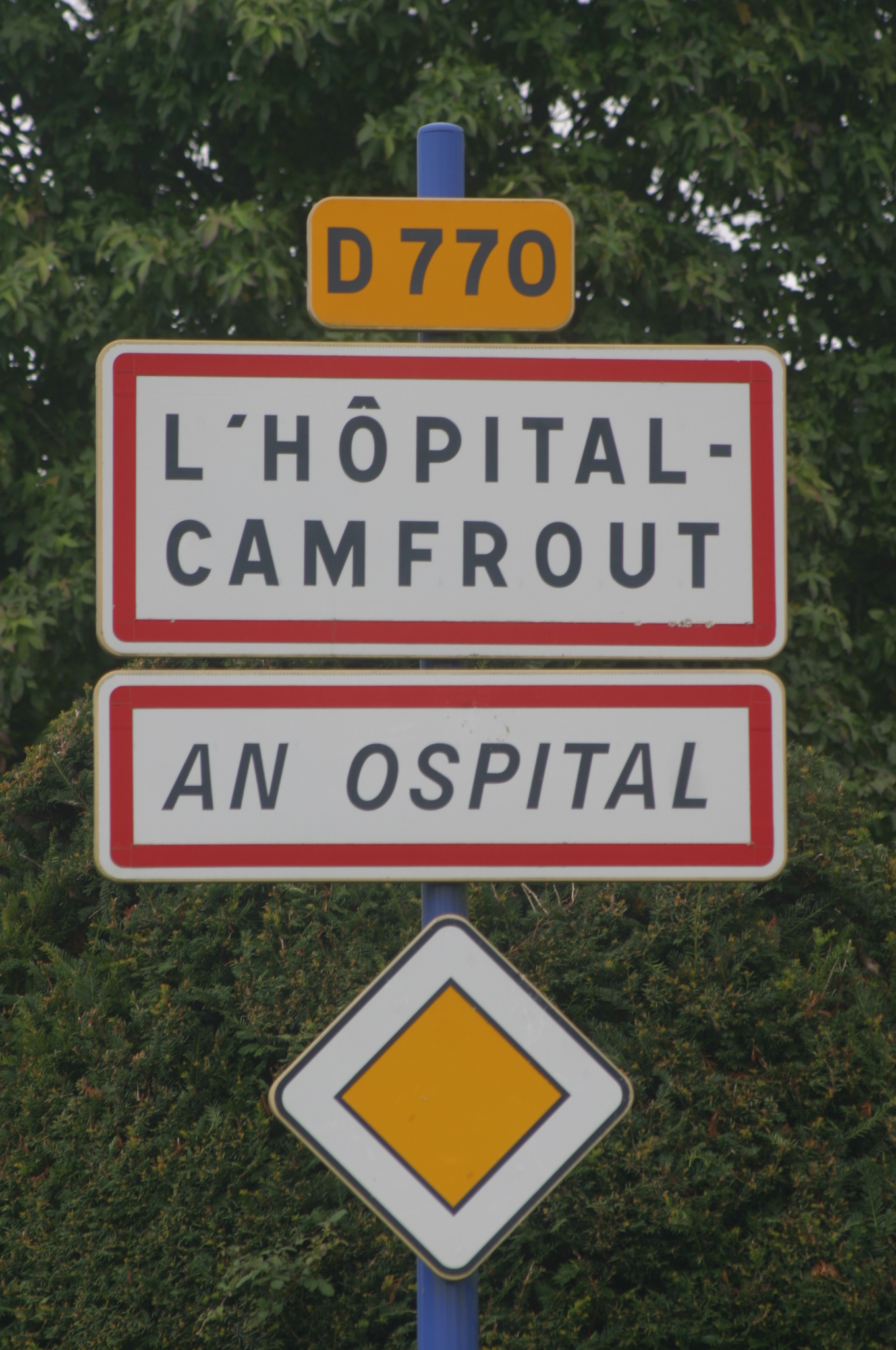
Ortseingangsschild

## Geografie

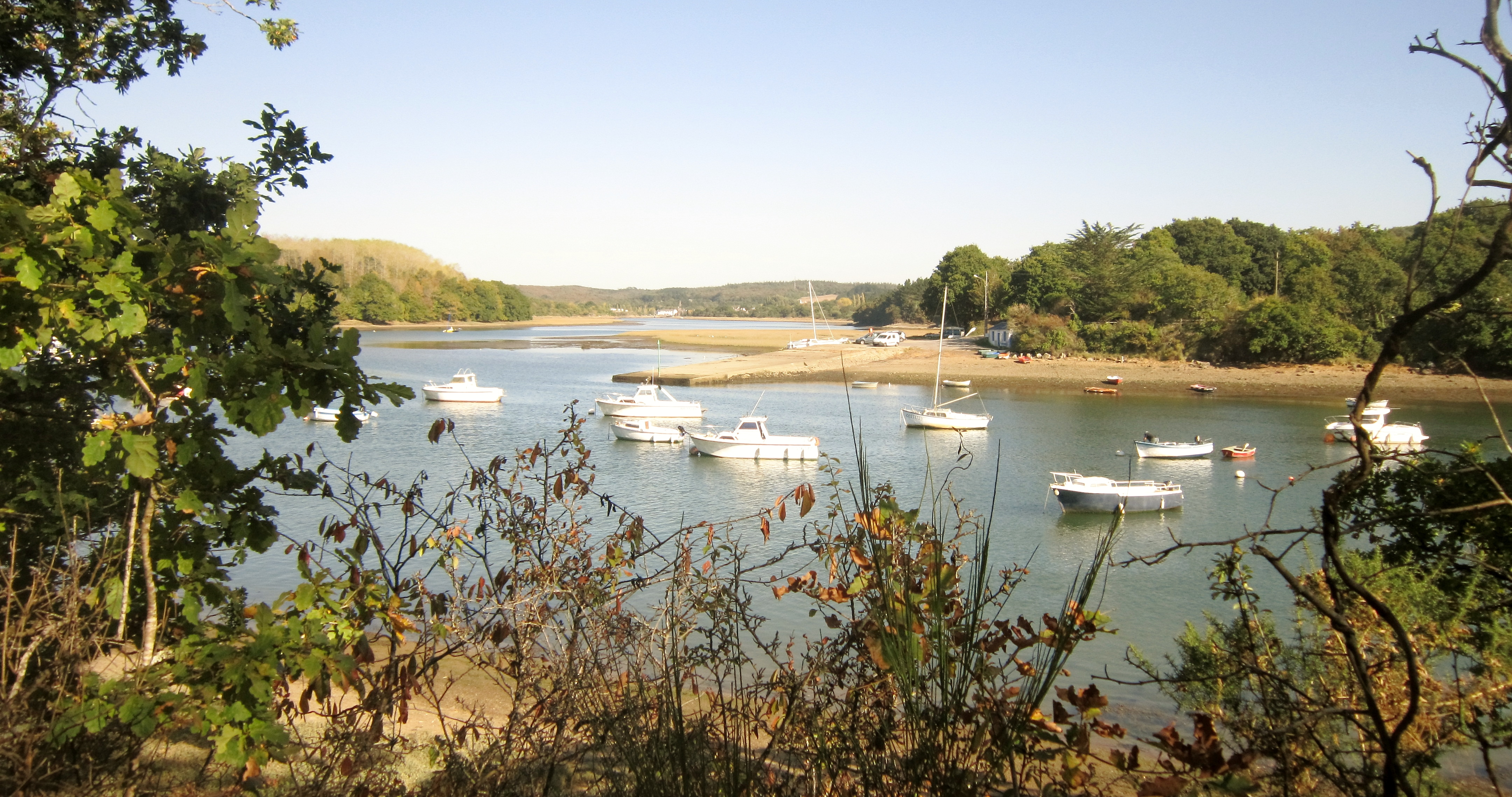
Mündung des Camfrout

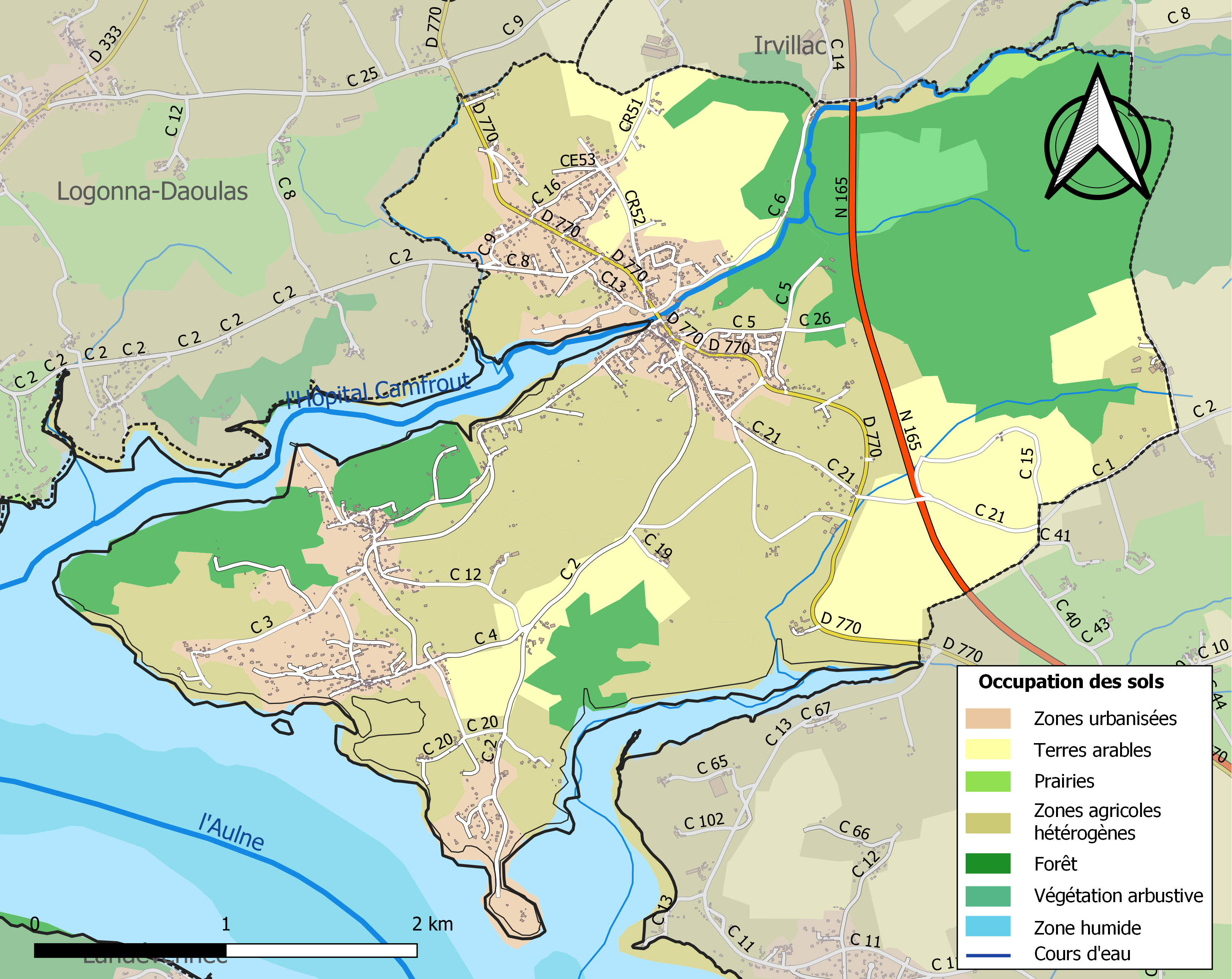
Bodennutzung, Hydrografie und Infrastruktur der Gemeinde (2018)

Hôpital-Camfrout befindet sich im hintersten Ende der Rade de Brest in der historischen Landschaft der Cornouaille, etwa 19 Kilometer ostsüdöstlich von Brest. Die Gemeinde befindet sich im Regionalen Naturpark Armorique. Der Westen des Gemeindegebiets liegt auf einer Halbinsel, die im Norden durch die Mündung des Küstenflusses Camfrout, im Südwesten durch die Trichtermündung der Aulne und im Südosten von der Bucht von Keroullé begrenzt wird. Zur Gemeinde gehört auch die im Süden vorgelagerte Insel Tibidy.
Das Gebiet von Hôpital-Camfrout ist Teil des Natura-2000-Schutzgebiets „Rade de Brest, estuaire de l’Aulne“ (FR5300046), des Natura-2000-Schutzgebiets „Rade de Brest : Baie de Daoulas, Anse de Poulmic“ (FR5310071) und von zwei ZNIEFF-Naturzonen. Über die Hälfte der Fläche der Gemeinde wird landwirtschaftlich genutzt (Grünland oder Kulturboden), über ein Viertel ist bewaldet, vor allem der Domänenforst Bois du Gars im Nordosten des Gemeindegebiets.
Umgeben wird Hôpital-Camfrout von den drei Nachbargemeinden:
|                           | Irvillac                                    |        |
| Logonna-Daoulas           | Kompassrose, die auf Nachbargemeinden zeigt | Hanvec |
| Trichtermündung der Aulne |                                             |        |

## Geschichte
Der Historiker Bernard Tanguy nennt mehrere historische Variationen des Namens der Gemeinde: „Notre-Dame de Gamfrout“ (1394); „Galfrout“ (1489; 1574); „l’Hospital Galfrout“ (1543); „L’Hospital Canfrout“ (1625); „l’Hôpital du Frout“ (1645); „Notre-Dame de Garefrout“ (1648); „Camfrout aussi nommé l’Hôpital“ (1653); „Notre-Dame de Galfroutte“ (1701); „l’Hôpital-Camfrout“ (1787). Der Ortsname der Gemeinde weist auf einen Bezug zu einem Hospital der Malteser seit mindestens dem 14. Jahrhundert hin. Camfrout ist entweder ein Homonym von Galvrout (Galfrot im Jahr 1273) oder des Flusses Camfrout, der auf Bretonisch „kamm“ (Kurve) und „frout“ (Strömung, Wasserlauf) bedeutet. L'Hôpital-Camfrout profitiert von seiner Lage am Durchgang eines Pilgerwegs, der von der Römerstraße Quimper-Landerneau nach Keromen in Hanvec abzweigt. Im 5. Jahrhundert ließ sich der heilige Guengalaenus auf der Insel Tibidy nieder, bevor er sich im gegenüberliegenden Landévennec niederließ. Mit der Abtei von Landévennec bestehen seit langem geografische und finanzielle Verbindungen,u. a. Gründung eines Priorats und eines Armenhauses. Eine Urkunde aus dem 11. Jahrhundert berichtet von einer Schenkung zugunsten dieser Einrichtung „im Dienste der Pilger und Bedürftigen“. Viele Pilger kamen durch Hôpital-Camfrout, da dort sowohl die Straße nach Santiago de Compostela als auch der Pilgerweg nach Rumengol (Le Faou) verläuft.

## Bevölkerungsentwicklung

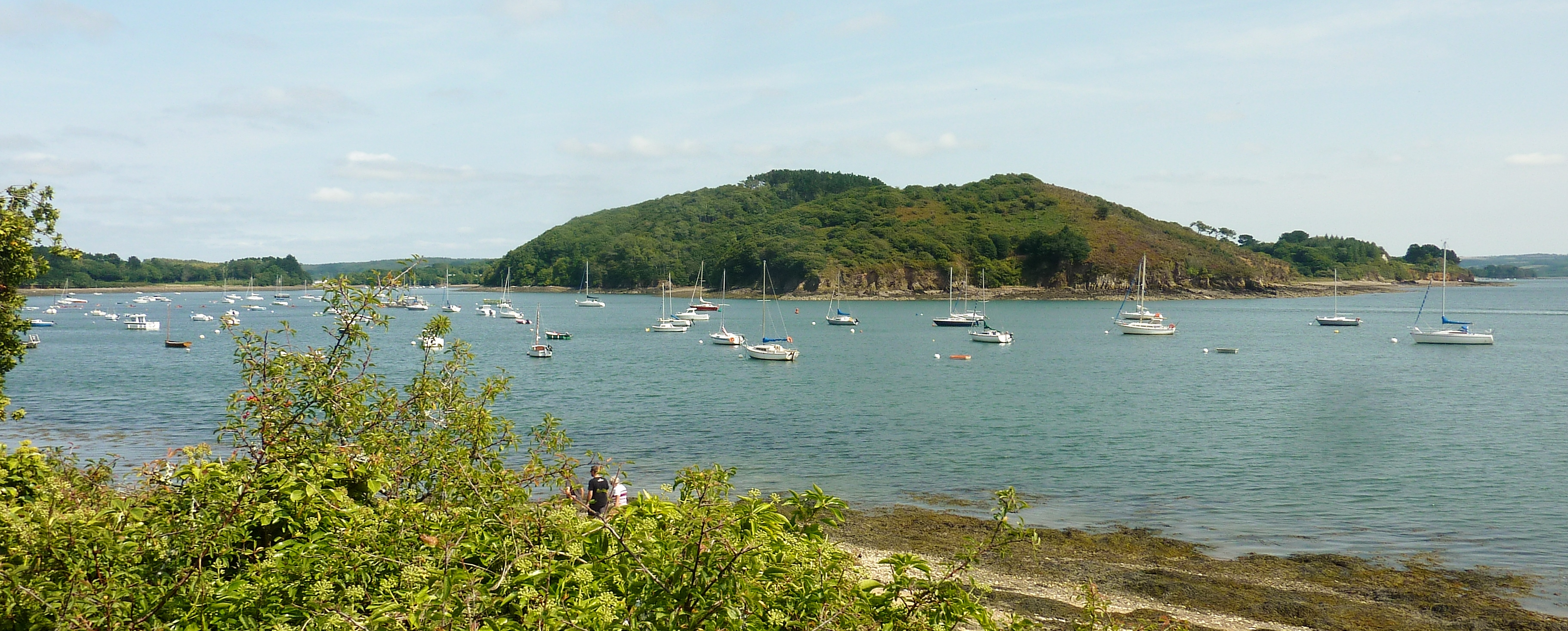
Halbinsel von Hôpital-Camfrout von der gegenüberliegenden Seite in Logonna-Daoulas aus gesehen

| Jahr                       | 1962 | 1968 | 1975 | 1982 | 1990 | 1999 | 2006 | 2013 | 2020 |
| Einwohner                  | 1290 | 1209 | 1063 | 1407 | 1505 | 1641 | 1869 | 2224 | 2224 |
| Quellen: Cassini und INSEE |      |      |      |      |      |      |      |      |      |

## Sehenswürdigkeiten
- Pfarrkirche Notre-Dame-de-Bonne-Nouvelle aus dem 16. Jahrhundert, Kirche des ehemaligen Priorats der Abtei von Landévennec, Kirchturm und Westfassade seit 1916 als Monument historique klassifiziert
- Kapelle Sainte-Anne, Mitte des 20. Jahrhunderts erbaut
- Herrenhaus Keroullé aus dem 16./17. Jahrhundert
- Herrenhaus Lescoat aus dem 16. Jahrhundert
- Schloss Keravice, errichtet 1897
- Schloss auf der Insel Tibidy, errichtet 1869
- Calvaire als Friedhofskreuz, errichtet im 16. Jahrhundert
- Brunnen Notre-Dame-de-Bonne-Nouvelle, erbaut 1699
- Fischerboot, genannt „Bergère de Domrémy“, zum Fang von Jakobsmuscheln im Hafen von Hôpital-Camfrout, gebaut 1936, seit 1983 als Monument historique der beweglichen Objekte klassifiziert

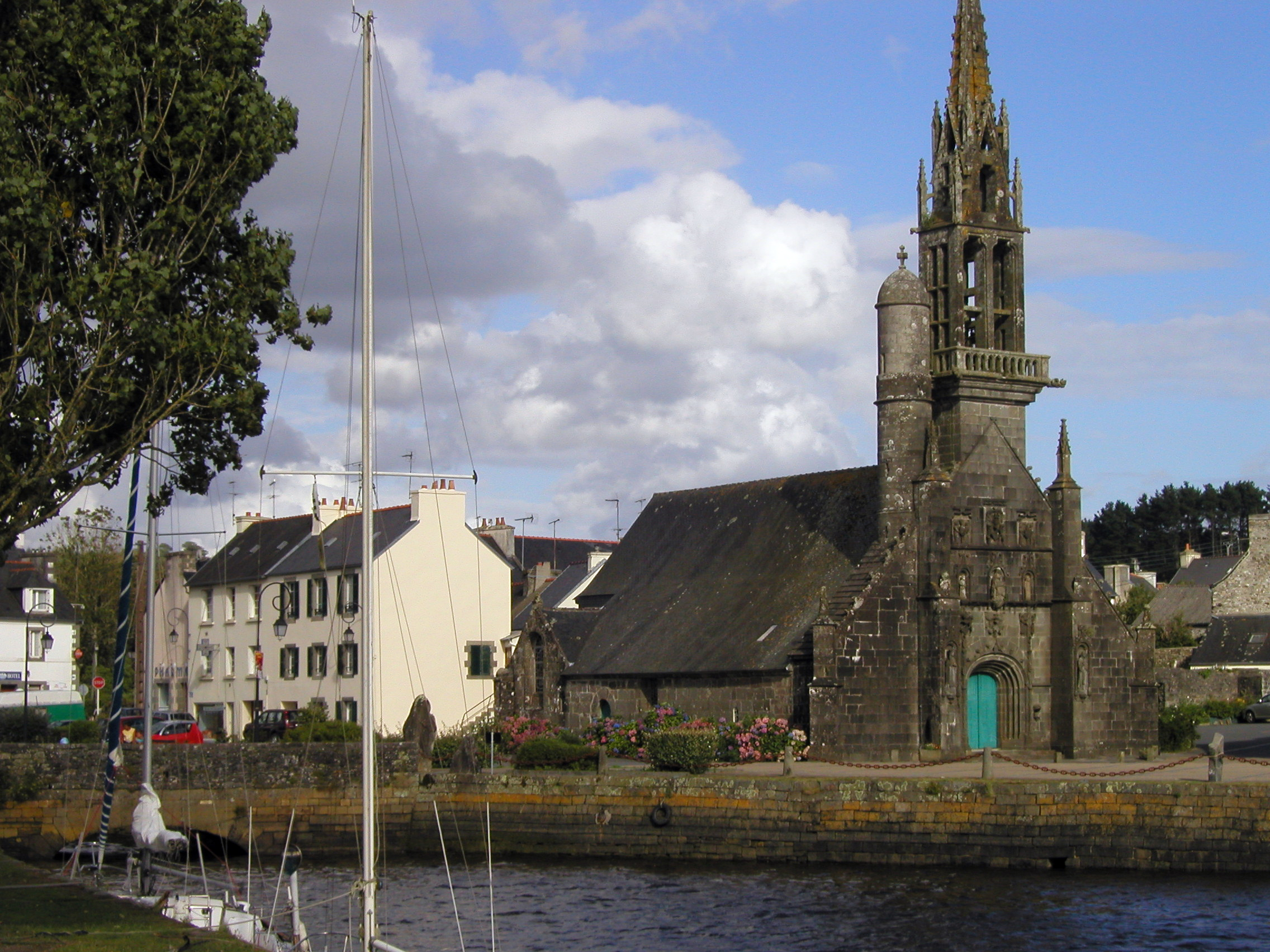
Pfarrkirche Notre-Dame-de-Bonne-Nouvelle
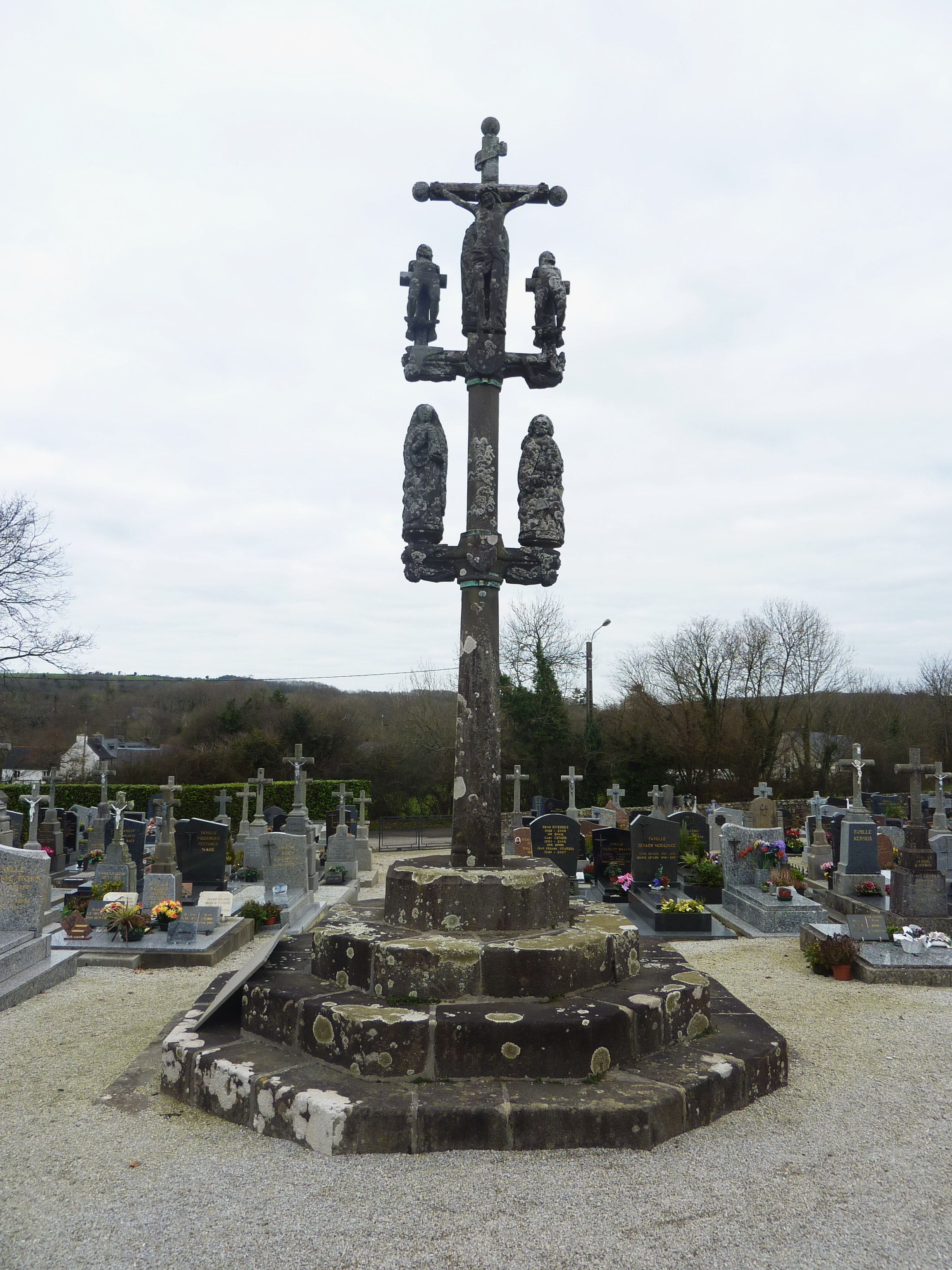
Calvaire als Friedhofskreuz
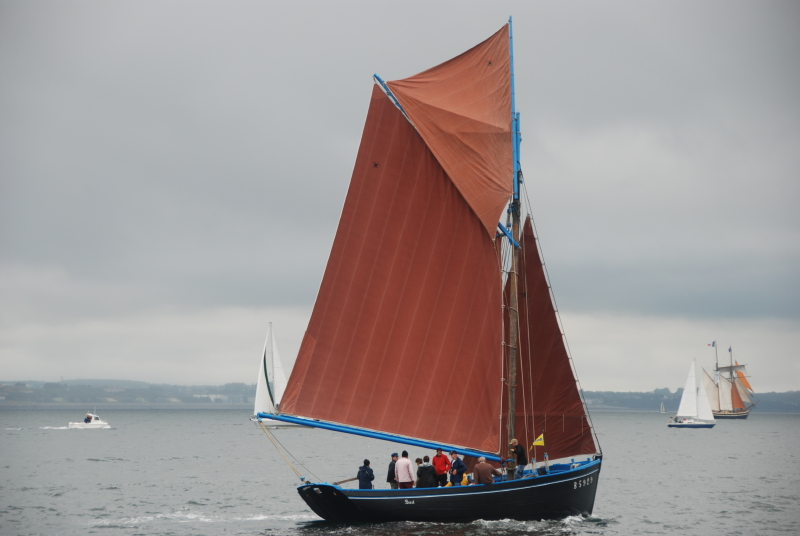
Fischerboot, genannt „Bergère de Domrémy“

## Wirtschaft

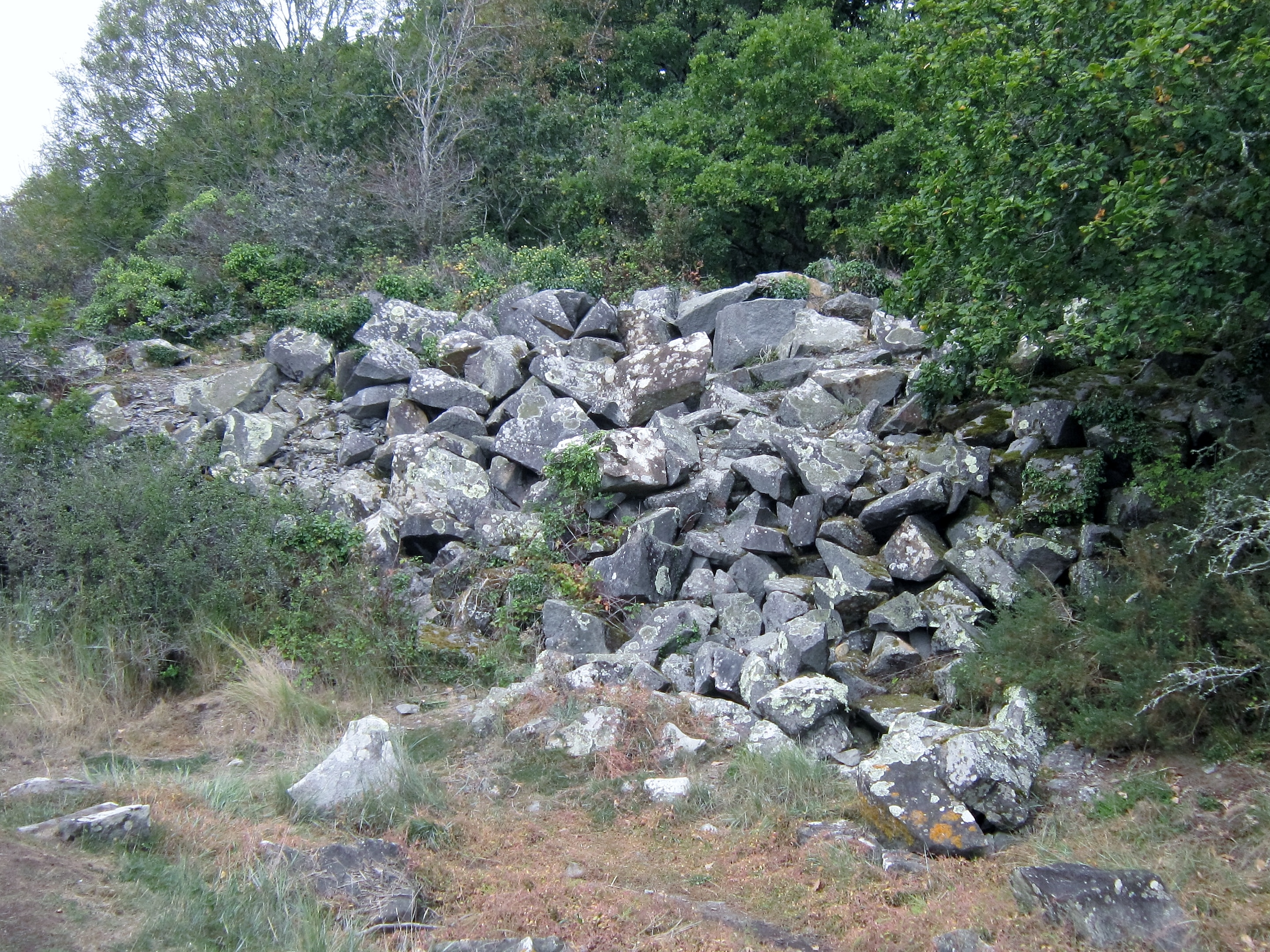
Kersantit-Blöcke

Die Wirtschaft der Stadt war auf das Meer ausgerichtet: Kerascoët und Traon sind ehemalige Fischerdörfer, die bis zur Mitte des 20. Jahrhunderts aktiv waren. Die Muschelzüchter vom Hafen suchten hier Schutz. Bis in die 1970er Jahre war die Austernzucht sehr bedeutend. In der Stadt gab es Werften, deren Tätigkeit bis zum Beginn des 20. Jahrhunderts dauerte. Eine von ihnen befand sich auf der Insel Tibidy, die vom Grafen von Mougon gegründet wurde. Im 18. Jahrhundert waren die Flachs- und die Schafzucht laut Archiv des Départements sehr präsent. Webstühle, Leinengarn, Werggarn, Hanfgarn, Spinnräder und auch Schafe wurden inventarisiert. Auch in Kerdréolet, Guernevez oder Lescoat gibt es Spuren des Flachs- und Hanfanbaus. Die Küstenlage der Gemeinde ermöglicht es, dass landwirtschaftliche Flächen seit dem 18. Jahrhundert von der Entwicklung von Düngemitteln profitieren. Die Hydrografie der Gemeinde hat die Ansiedlung einer Anzahl der Mühlen ermöglicht. Auf dem heutigen Gebiet der Gemeinde gab es vier Wassermühlen. In Keroullé gab es eine Gezeitenmühle, von der heute nichts mehr übrig ist. Die Untersuchung der Abschnitte des Grundbuchs von 1825 zeigt, dass es dort Flachsanbau, Weideland, also Viehzucht, aber auch Obstgärten gab. Noch heute finden wir sie auf dem Gebiet der Gemeinde. Es war jedoch die fast industrielle Betreibung der Steinbrüche von Kersantit zwischen dem 19. und der Mitte des 20. Jahrhunderts, die der Gemeinde eine wirtschaftliche Entwicklung bescherte. demografisch und städtisch. Im Zusammenhang mit den Steinbrüchen entwickelte sich die Nutzung des an den Ufern des Flusses vorhandenen Tons. Im 19. Jahrhundert waren zwei Ziegeleien in Betrieb, die Produktion wurde den Ziegeleien von Landerneau übertragen.

## Verkehr
Die autobahnähnliche Route nationale 165 von Brest nach Nantes durchquert das Gemeindegebiet ohne eigene Anschlussstelle. Die Departementsstraße 770, die ehemalige Route nationale 170, von Brignogan-Plages nach Quimper durchquert das Zentrum der Gemeinde von Nord nach Süd und verbindet es im Norden mit Landerneau über Daoulas, im Süden mit Le Faou.
Busse einer Linie der regionalen Transportgesellschaft BreizhGo bedienen eine Haltestelle in Hôpital-Camfrout und verbinden die Gemeinde mit Brest und Le Faou.

## Gemeindepartnerschaften
- Feock in Cornwall, Großbritannien
- Loulle im Département Jura, Frankreich